# Miyoshi Yoshitsugu
Miyoshi Yoshitsugu est un nom japonais traditionnel ; le nom de famille (ou le nom d'école), Miyoshi, précède donc le prénom (ou le nom d'artiste).
Miyoshi Yoshitsugu (三好 義継, 1549-10 décembre 1573), fils adopté de Nagayoshi, est un samouraï de l'époque Sengoku et dernier chef du clan Miyoshi, daimyo de la province de Kawachi au Japon.
Fils de Sogō Kazumasa, frère cadet de Miyoshi Nagayoshi, il est d'abord connu sous le nom de « Sogō Shigemasa » (十河 重存). Après la mort de son père en 1561, il est élevé par Nagayoshi. Quand Miyoshi Yoshioki, le fils ainé de Nagayoshi, meurt en 1563, il est adopté et change son nom pour celui de « Miyoshi ». Lorsque Nagayoshi meurt l'année suivante, Yoshitsugu lui succède à la tête du clan.
Son fils est Miyoshi Nagamoto.

## Source de la traduction
- (en) Cet article est partiellement ou en totalité issu de l’article de Wikipédia en anglais intitulé « Miyoshi Yoshitsugu » (voir la liste des auteurs).